# ブルートレイン (南アフリカ)
ブルートレイン（アフリカーンス語: Bloutrein, 英語: Blue Train）は、南アフリカ共和国の寝台列車である。

## 概要

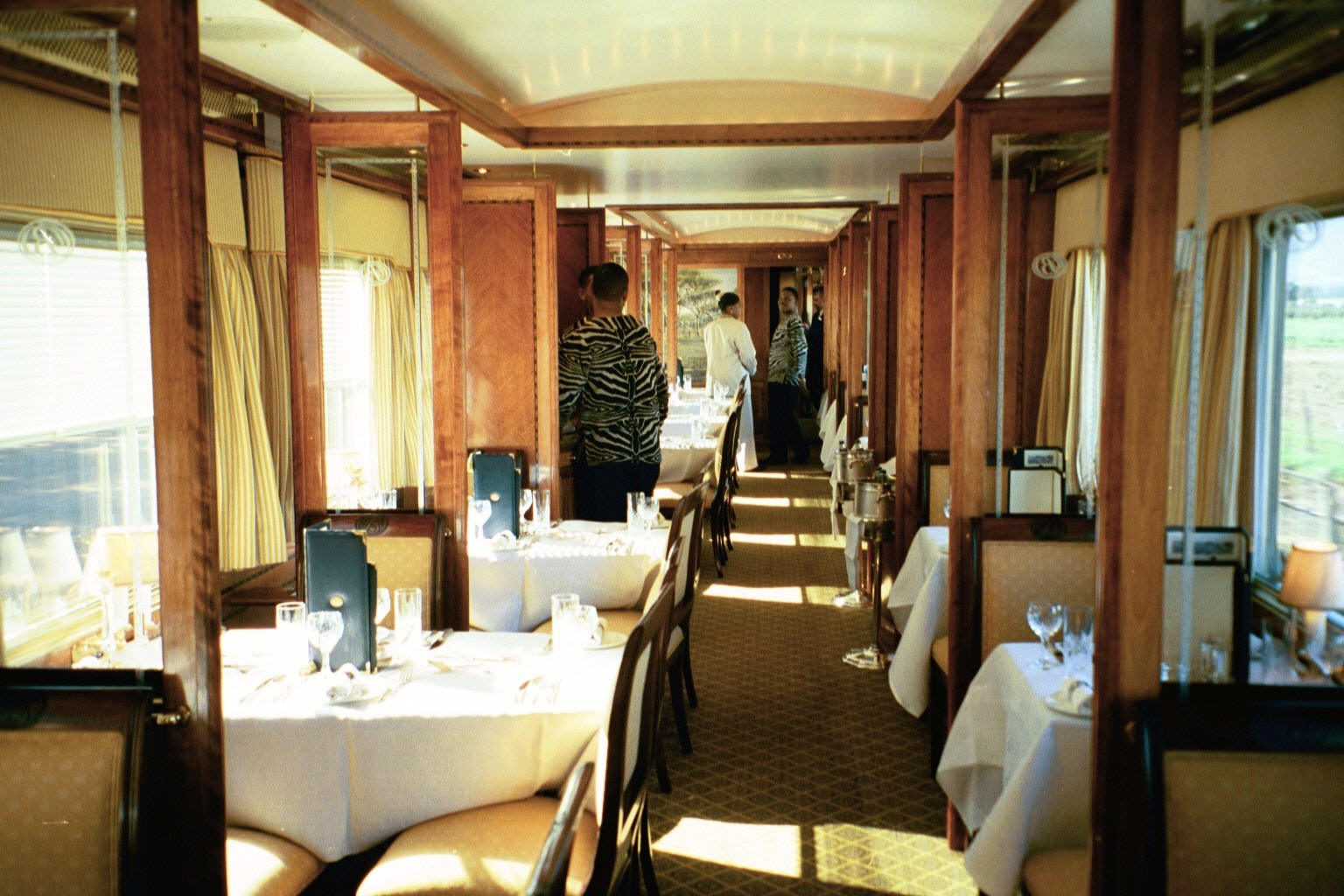
ブルートレインの内部

南アフリカの旅客鉄道公社であるトランスネット旅客輸送のラックスレール（英語: Lux Rail）が運営している。
同国の行政首都プレトリアから同国第2の都市ケープタウンまでの1,600kmを、54時間・2泊3日で結ぶ豪華寝台列車である。
2025年スケジュールまではキャビアと一部シャンパンを除いた料理代（一日三食、朝10時出発夜18時着の2泊3日のため一、三日目2食、二日目3食の計7食＋リクエストに応じた軽食とティータイム）、ランドリー、時計、グラス、認定証などの乗車記念品、途中駅での観光ツアーなどのすべての料金が包括された運賃で運行されている。
ギネスブックにも、「世界一の豪華列車」と記載されている。
現在のブルートレインにおいては、テレビ・内線電話・金庫・ドライヤーなどが個室内に常備される他、デラックスルームの個室にはシャワー室、ラグジュアリークラスの個室には浴槽も備え付けられている。また列車内の酒類を含むドリンクの代金も運賃に含まれており、室内では自由に飲むことができる。そのため、乗車は18歳以上の成人に限られるが両親などに連れられた子供も乗車は可能、ただし大人同様の厳格なドレスコードなどの規則遵守が求められる。編成は、概ね機関車を含めて15 - 22両程度である（機関車は重連運転となることもある）。
2007年現在の運賃は、ケープタウン - プレトリア間の片道において2,700 - 3,400USドル程度であった。
2024年現在は旅行会社を通さない個人予約の場合、ケープタウンープレトリア間でローシーズンのラグジュアリーシングル一人の運賃は、62065南アフリカランド（日本円にして約49万円）2025年分の予約から69515南アフリカランド（日本円にして約55万円）となっている。 
なお、日本における「ブルートレイン」の呼称が生まれ定着するには、この南アフリカの列車の愛称も影響したといわれる。

## 歴史

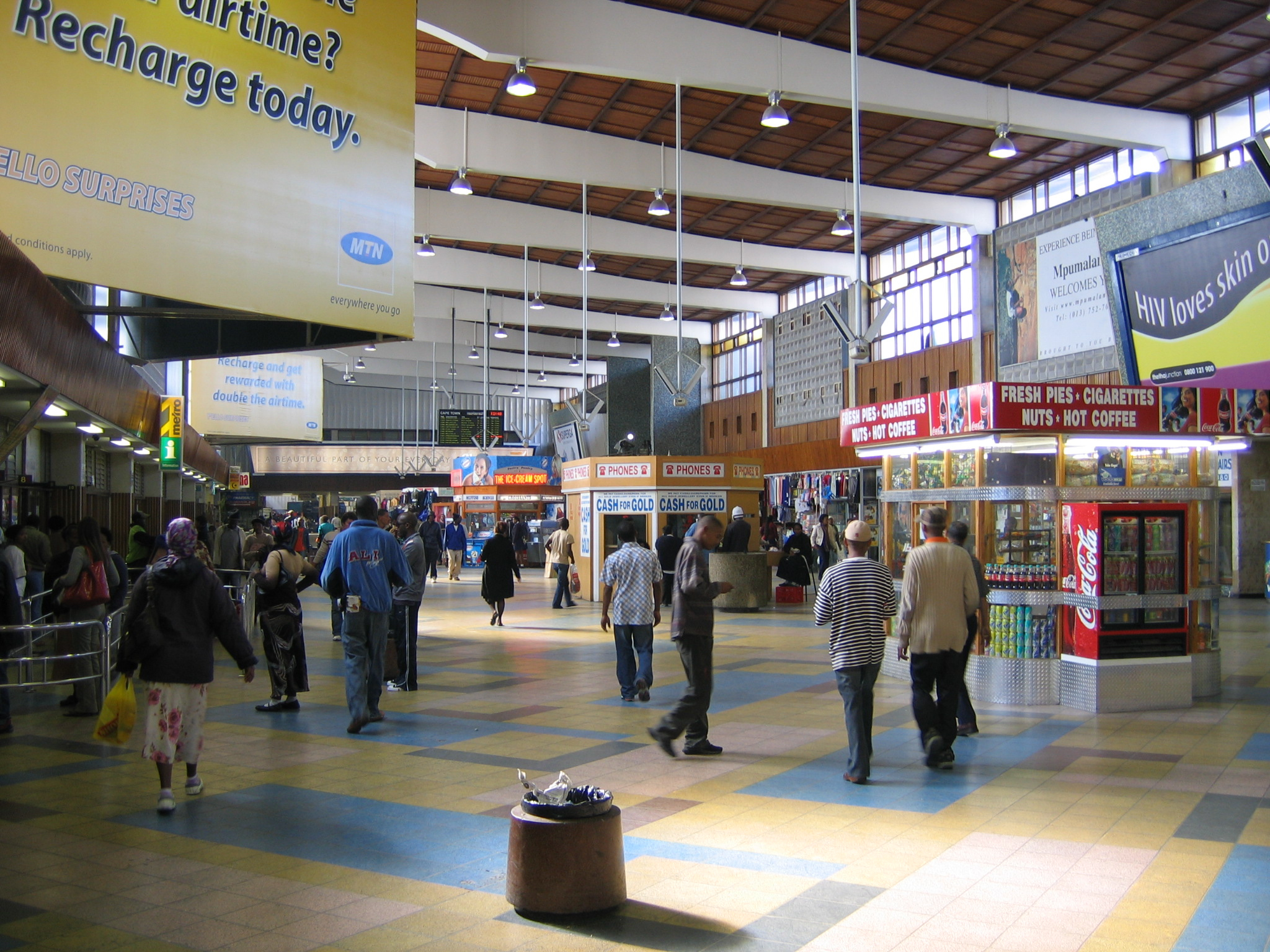
ケープタウン駅

南アフリカの金・ダイヤモンド鉱山を巡り、1880年 - 1899年に起こった第1次・第2次ボーア戦争の結果、勝利したイギリスは1910年に「南アフリカ連邦」を樹立する。その後、海外の富豪が多くこの地を訪れるようになったため、1923年に「ブルートレイン」の原型となる「ユニオン・リミテッド」という豪華列車が運行を開始した。この列車は、当時としては珍しかった電気照明・温冷水供給設備を備えた他、客車内装も高級感あふれるものとなっており、乗務員のサービスもオリエント急行など欧州の豪華列車の水準に匹敵するものであった
南アフリカの鉄道は日本と同じ1067mmの狭軌を採用しているが、ダイヤモンドや金など重量のあるものを輸送することから、規格は日本のそれをはるかに上回るものとなっていた。そのため、振動も抑えられたのである。
その後、1933年には振動をより少なくした食堂車が、1939年には空調装置を備えた寝台車の連結が開始された。
第二次世界大戦の勃発によりこの列車の運行は一時中断するが、1946年頃再開される。なおこの時、運輸大臣を勤めていたF.C.スタロックにより、ヨーロッパの王室が好む色とされた“ロイヤルブルー”にちなんで「ブルートレイン」の名がつけられたという。
なお、アパルトヘイト（人種隔離政策）の廃止される1991年までは、白人以外はブルートレインに乗車することができなかったが、日本人は「名誉白人」とされていたため乗車が可能であった。またアパルトヘイト廃止後、4 - 5つあったブルートレインの座席等級数が減らされ、現在はラグジュアリー・デラックスの2等級の編成となっている。

## 運行区間
- プレトリア ～ (ヨハネスブルク) ～ キンバリー ～ マイキースフォンテン（英語版） ～ ケープタウン
- プレトリア ～ ホエドスプルート（英語版）